# Siklósi vár
A Villányi-hegység déli lábainál, egy kisebb magaslaton láthatóak Siklós várának teljes épségben lévő pártázatos falai, melyek oltalmazóan fogják körbe az emeletes palotaszárnyakat.

## Fekvése
A siklósi vár a névadó város központi elhelyezkedésű műemlékegyüttese, mely a mai település belterületének középső-délnyugati részén emelkedik, a városközpont fölé magasodva. A várdomb mellett régebben az 5701-es út is elhaladt, ma a közúti megközelítését az 5712-es út, illetve abból kiágazó belterületi utcák biztosítják.

## Története
A vár első említése 1294-ből maradt fenn. Legrégebbi épületrészeit a déli lakószárny pincéjében derítették fel a régészek, ez lehetett az egykori oklevelekben említett Kán nembeli Gyula nádor leszármazottai által emelt korai vár magja. A birtokuk után magukat Siklósinak nevező nemesi család lakta, szolgaszemélyzetével egyetemben. Siklóst is a tatárjárás utáni nagy várépítési korszak szülöttének tarthatjuk. Jelentős erődítményt formálhatott, mert 1315-ben még a Kőszegi nemzetség csapatai sem tudták ostromban bevenni.

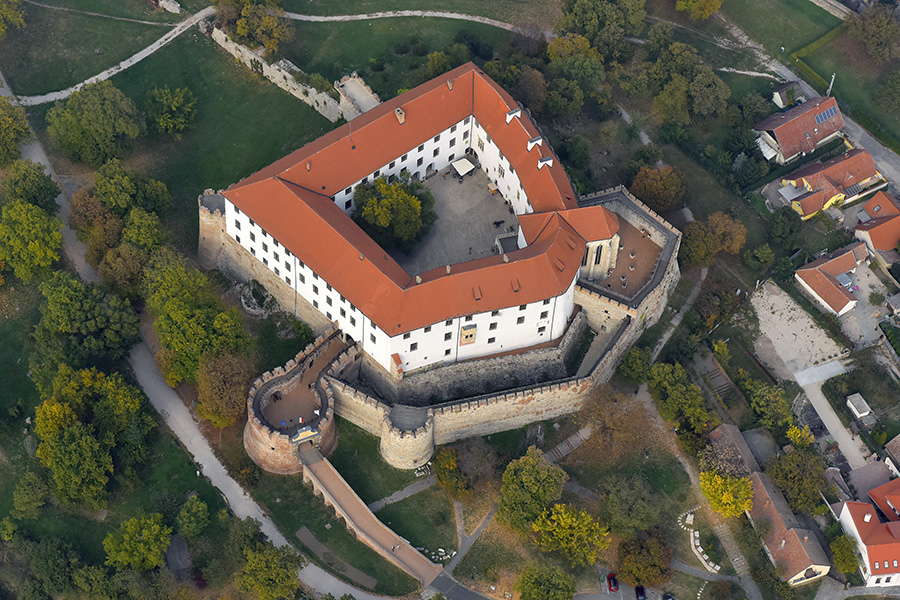
A siklósi vár madártávlatból

A Siklósi család 1387-ben szembefordult a magyar trónra kerülő Luxemburgi Zsigmond királlyal, aki ezért hűtlennek nyilvánította őket, várbirtokukat elkobozta tőlük. Néhány esztendővel később a nagyhatalmú Garai bárói család tulajdonába került át, akik jelentős mértékben kibővítették területét, de még az alatta meghúzódó mezővárost is kőfallal kerítették körül. 1401-ben az ország főnemesei fellázadtak Zsigmond uralma ellen, akit Visegrád után a siklósi várban őriztek. Mivel azonban a bárók nem tudtak megegyezésre jutni, végül a helyi földesúr, Garai Miklós tanácsára visszahelyezték uralkodói méltóságába. Zsigmond nem felejtette el nagyúri támogatóját, akivel ligát kötött, majd ennek megpecsételésére a király és Garai báró feleségül vették Cillei nagyúr két leányát.
1440-re már kiépültek védőművei, melyeket az Ulászló király táborát erősítő Hunyadi János erdélyi vajda sem tudott bevenni. A Garai főnemesi család kihalta után Mátyás király Corvin János liptói hercegnek juttatta, de már a 16. század elején a Perényi főúri család lakta épületeit. Perényi Imre a várat reneszánsz stílusban átalakíttatta és olasz szobrászmesterekkel befejeztette a várkápolna építését is. 1543-ban Szulejmán szultán óriási serege alig háromnapnyi viadal után bevonult falai közé. 1686-ban a Budát visszafoglaló Habsburg sereg hadjárata idején szabadult fel az Oszmán Birodalom megszállásától, katonai jelentőségét csak a Rákóczi-szabadságharc után vesztette el véglegesen. Császárhű birtokosai miatt nem robbantották fel, de belső lakóépületeit jelentős mértékben átformálták a barokk formavilág jegyei szerint.
1828-tól a Batthyány család volt a tulajdonosa, majd 1873-ban Benyovszky Lajos pozsonyi ügyvéd vásárolta meg.Halála után fia, gróf Benyovszky Móric örökölte, aki jelentős közéleti szerepet töltött be. Háromszor választották meg Baranya vármegye főispánjának, és országgyűlési képviselőnek. A gróf halála után az özvegye, Benyovszkyné Batthyány Lujza eladta a várat a Honvéd Kincstárnak.
A második világháború alatt angol, amerikai és lengyel hadifoglyokat őriztek itt. A második világháború után egy évtizedig gazdátlan volt, majd csak az 1955-ben elkezdődő régészeti feltárás és helyreállítás után kapta meg jelenlegi szerepét. A vár egymást követő tulajdonosai pompás várkastéllyá építették át, a kor várépítészeti követelményeinek és stílusirányzatainak megfelelően. Nagy történelmi időket látott falai között vármúzeumot, szállodát és éttermet rendeztek be. 

## A vár a 21. század elején

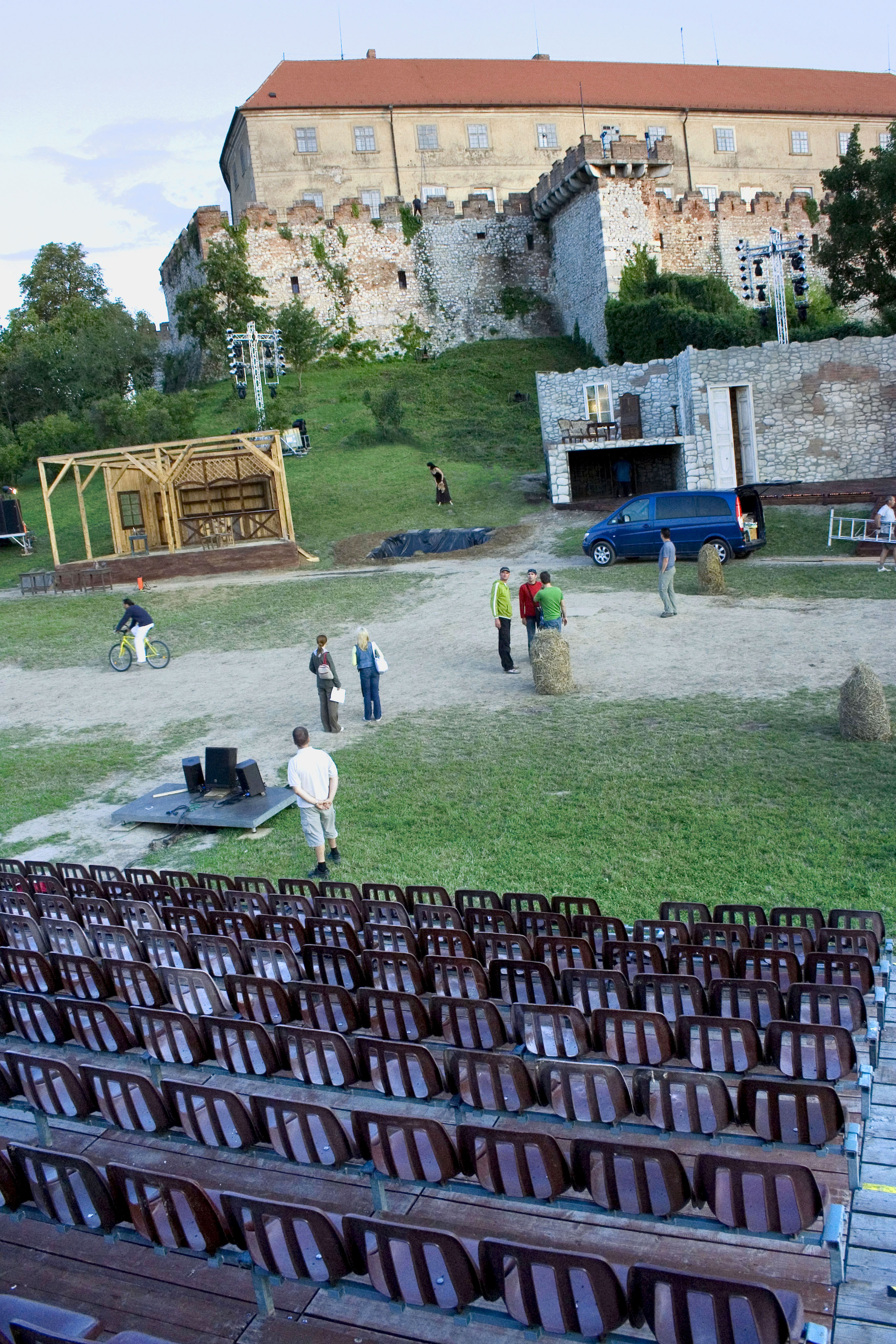
Az alsó vár területén, 2009 nyarától fogva szabadtéri színház működik. A kép a Tenkes musical egyik próbáján készült

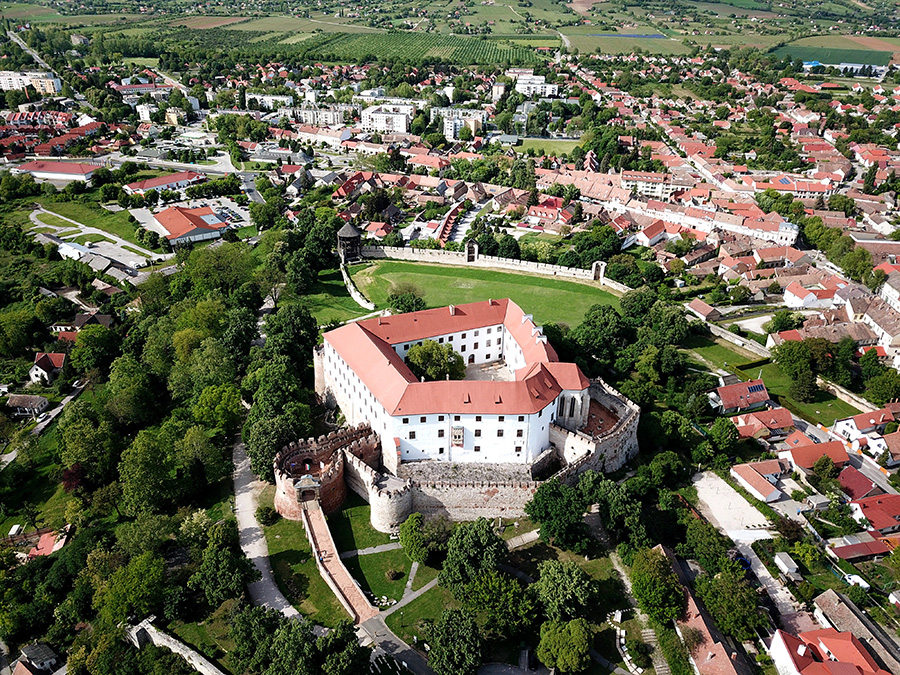
Siklós, a vár légi fotón

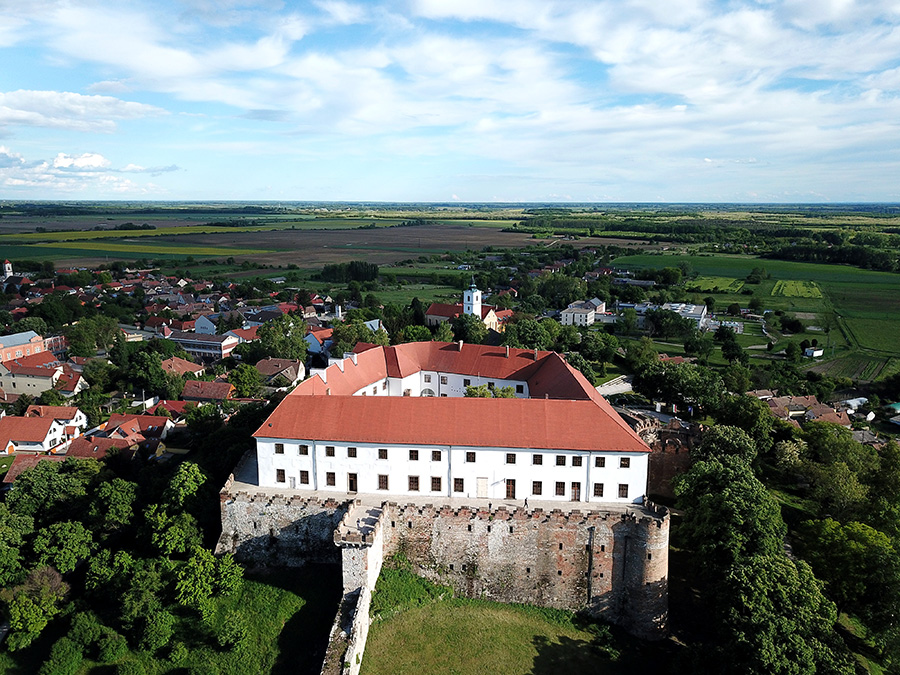
A vár légi felvételen (Siklós)

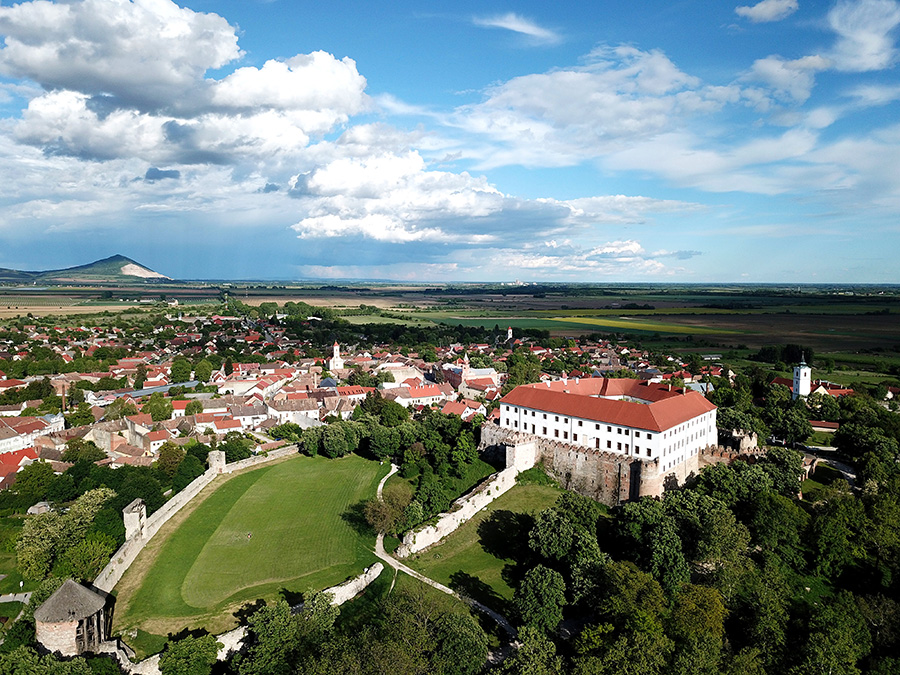
A siklósi vár látképe madártávlatból

Ma már csak a múzeum működik. 2009-2011-ben a Norvég Finanszírozási Alap és a Dél-Dunántúli Operatív Program segítségével részlegesen felújították. Felújításra került a keleti és déli várudvar és kialakítottak egy látogatóközpontot is. A múzeumban jelenleg számos kiállítás, reneszánsz 17-18. századi bútor-, középkori fegyver-, és várostörténeti kiállítás, Tenkes Kapitánya Panoptikum, Istókovits Kálmán és Simon Béla festőművészek kiállítása, valamint időszakos képzőművészeti kiállítások láthatók.
A siklósi vár az egyik legépebb, legegységesebb történelmi emlékünk. A ma látható összkép fokozatos és máig tartó fejlődés eredménye. Látványos elemeit még a középkorban rakták le, de a magyar építéstörténet szinte minden korszaka rajta hagyta stiláris bélyegét.
A vár több részből áll: az együttes magja a várkastély. A várkastélyt magas várfalak és védőművek, félköríves tornyok és bástyák övezik. A belső vár körül várkerület fekszik. Itt áll az egykori ferences rendház és templom műemléki együttese. A műemléki együtteshez történelmi értékek, érdekességek kapcsolódnak.

### A románkori vár
A vár a magyar középkor legjelentősebb főúri családjainak volt birtokközpontja és székhelye. 
A település neve okleveleinkben Suklos, Soklos és egyéb alakban fordul elő. Legelőször egy 1190-es oklevélben szerepel. Az adatok szerint a 13. század eleje óta a Kán nemzetségbeli Suklósiak nádori ágának birtoka. Magát a várat legkorábban 1294-ben említik, amikor Siklósi Gyula ispán a gazdája. E román kori várból korábban semmi nem volt látható. A déli kastélyszárny feltárása tárgyi bizonyítékokhoz segített. A pincehelyiségben négy román kori tölcsérbélletes ablak és térlefedő fafödém gerendaszék sora került elő.

### A gótikus vár
Zsigmond király 1387-ben elkobozta a várat a Siklósiaktól és rövid birtokcsere után a Garai családnak adományozta.
A Garaiak a várfal által határolt területen újabb szárnyakat és szinteket emeltek, vagyis a várdomb tetején lévő udvart három oldalról körülépítve hatalmas várkastéllyá fejlesztették és az együttest új védőgyűrűvel, falszorossal vették körül.
A Garaiak gótikus várának legjelentősebb műemléki maradványa és térélménye a kápolna. A magasba nyúló egyhajós belső tér függönyíves ablakokkal, áttört, aprólékosan profilírozott késő gótikus szentélyben végződik. A Garai család kígyós címerpajzsával jelzett bejárat felett gótikus ablak került elő. Előkerült a két kegyúri fülke is, mégpedig a 15. század első feléből származó falfestményekkel díszítve.

### A reneszánsz várpalota

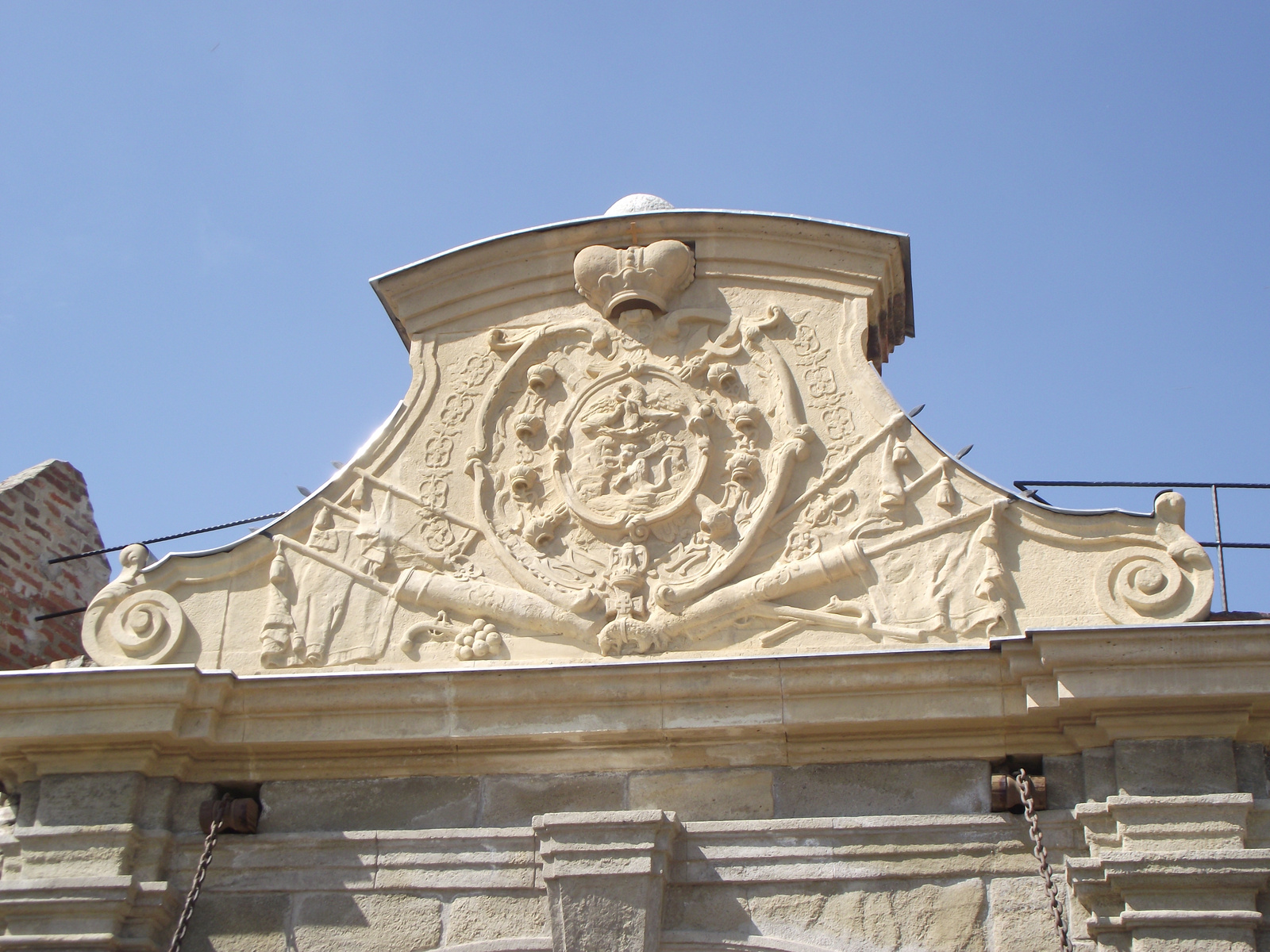
Címer a várkapu felett

A Garaiak egy évszázadon át birtokolták, fejlesztették Siklós várát. 1482-ben Garai Jóbbal kihalt a család nádori ága, és a vár királyi birtok lett. Mátyás király fiának, Corvin Jánosnak ajándékozta. 1507-ben pedig Perényi Imre a várat ostrommal foglalta el.
Perényiék a hadászat és a településfejlődés figyelembevételével átszervezték a vár megközelítését, korszerűsítették ellenálló-és védelmi képességét, és reneszánsz szellemben lakályosabbá tették a várpalotát. A siklósi vár reneszánsz kőfaragványai, a török fenyegető közelségében is élő töretlen építőkedvről és az olasz iskolázottságú, nemesen egyszerű formavilág értő-alkotó felhasználásáról tanúskodnak. (Perényi Imre és második felesége, Kanizsai Dorottya életük nagy részét Siklóson töltötték.)
Siklós várát Szulejmán szultán serege 1543-ban háromnapos ostrom után elfoglalta. A török állandóan nagyszámú katonaságot tartott a várban és 150 éven át jelentős támaszpontjának tekintette. Ennek ellenére szinte semmiféle török vonatkozású építkezésről nem tudunk. Valószínű azonban, hogy ekkor távolították el a kápolna szoborfülkéiből a muszlim vallás szerint tiltott emberábrázolásokat.
Siklós visszavételére csak Buda visszafoglalásakor került sor. A várat gróf Caprara Eneas császári generális kapta meg, aki hozzákezdett a kastély kiépítéséhez, de halálával a munka félbemaradt. A várkastély befejezése már a Batthyányiak nevéhez fűződik.

## Látnivalók
- Gyilokjáró a Barbakán és a Kanizsai Dorottya kert felett
- Déli szárny
  - Pinceszint: Börtön, Souvenir, Tenkes Kapitánya Panoptikum, Bormúzeum, Vinotéka
  - Földszint: Reneszánsz bútorkiállítás
  - I. emelet: Középkori fegyver-és hadtörténeti kiállítás, Istókovits Kálmán és Simon Béla festmény kiállítása, Kápolna karzat, Loggia
  - II. emelet: Vártörténeti kiállítás, Katasztrófavédelmi kiállítás, Szerb kiállítás
- Keleti szárny: Siklósi Szalon 2012, Vetítőterem, Gyilokjáró, Spanyol bástya, Bakó Géza magánygyűjteménye, Gótikus kápolna, Kanizsai Dorottya kert
- Északi szárny: Vár-Terasz Presszó, Történelmi pannó, Középkori kínzóeszköz panoptikum

## Emlékérme
A Magyar Nemzeti Bank 2008. június 4-én ezüst emlékérmet bocsátott ki a siklósi várról, 5000 forintos címletben.

## Képgaléria

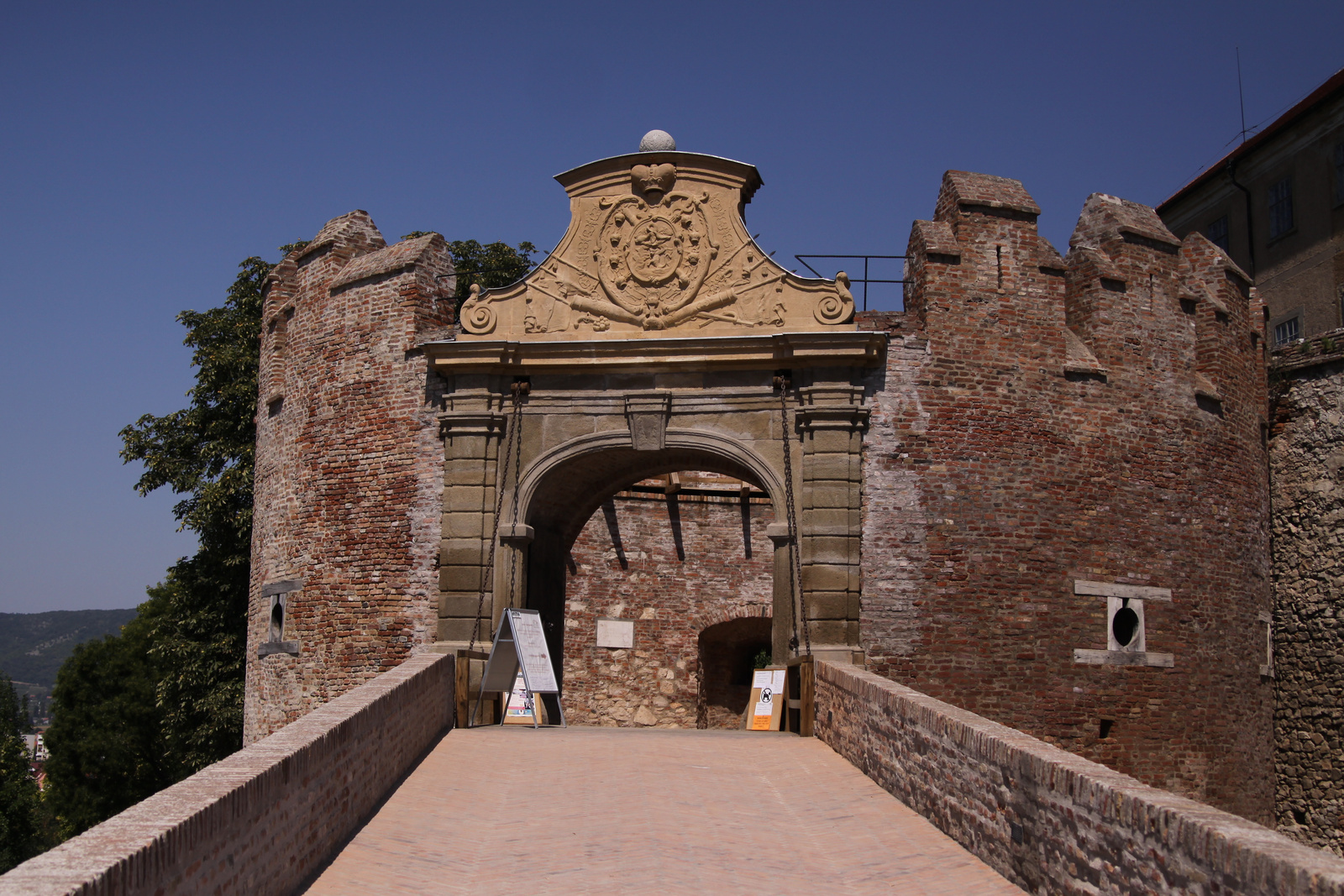
A siklósi vár bejárata
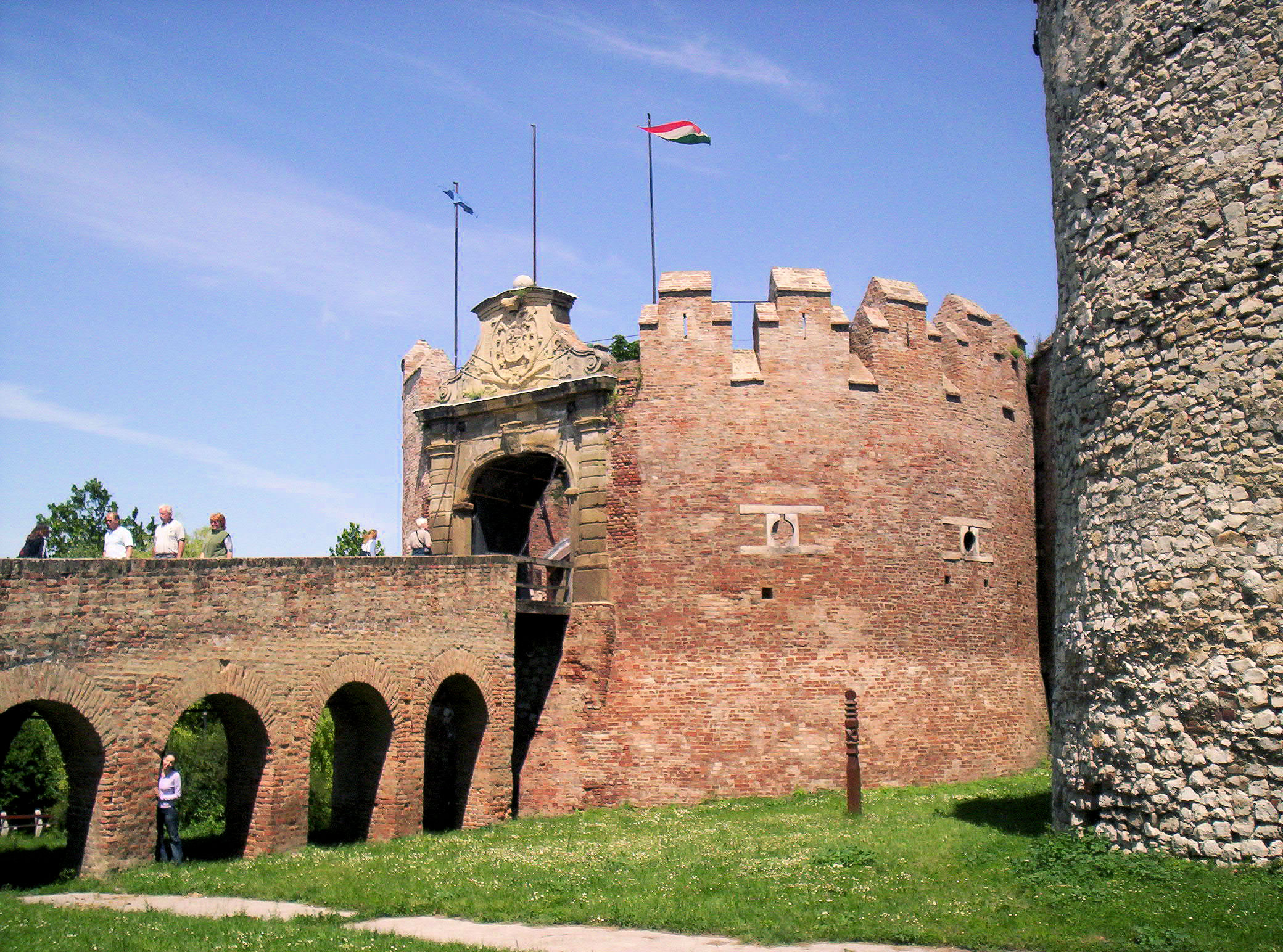
Barbakán
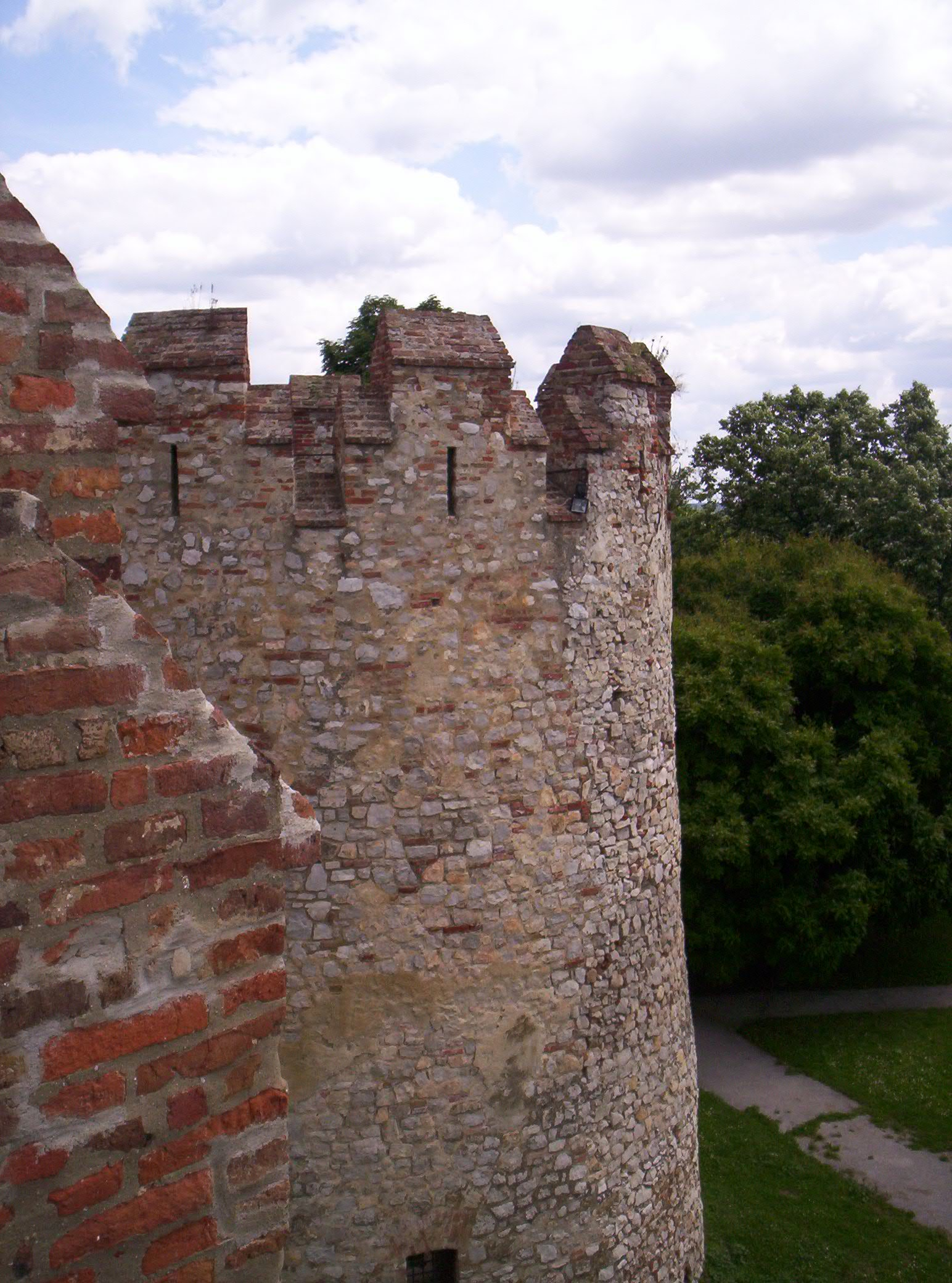
A délnyugati körbástya
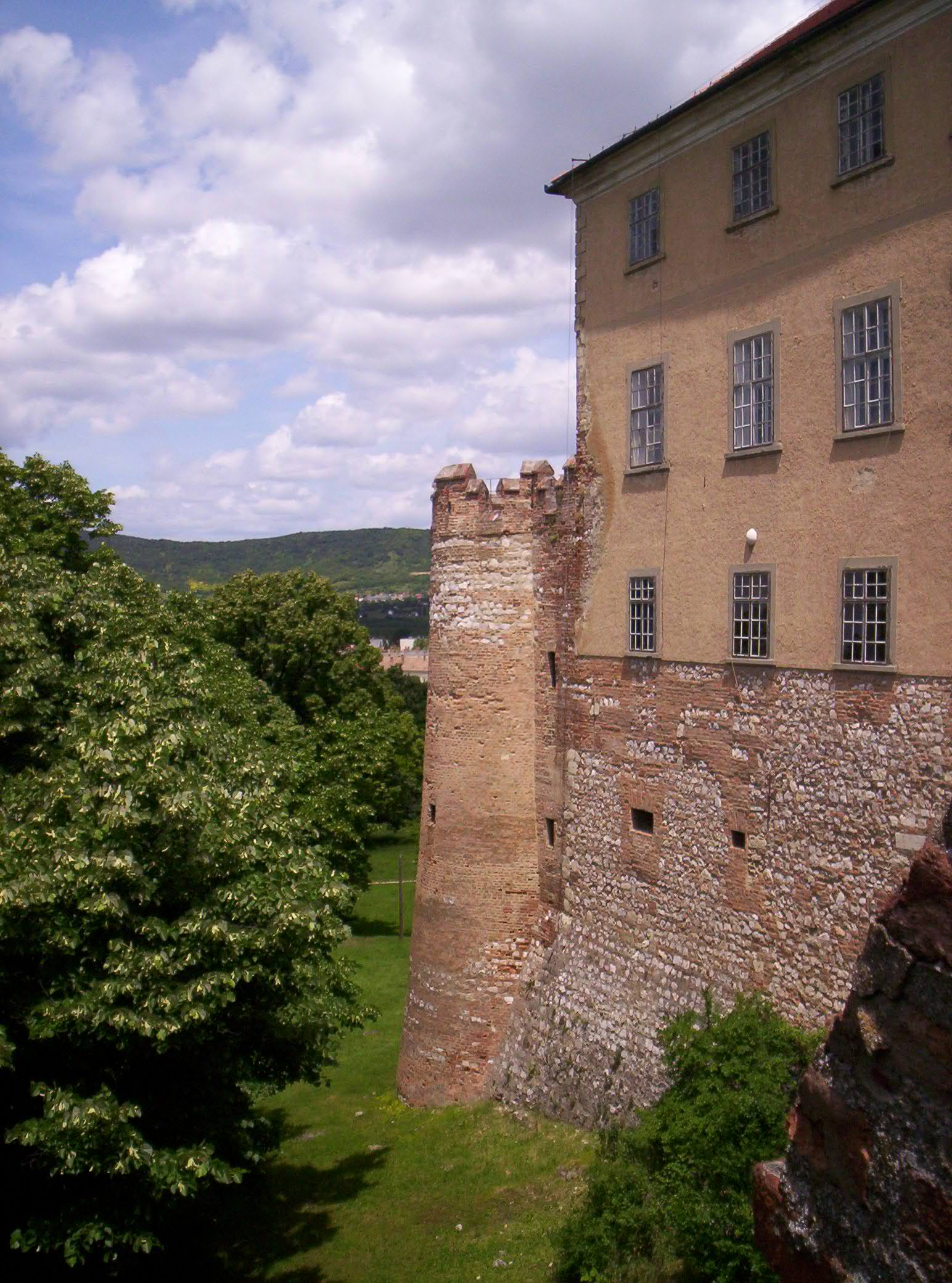
Az északnyugati körbástya
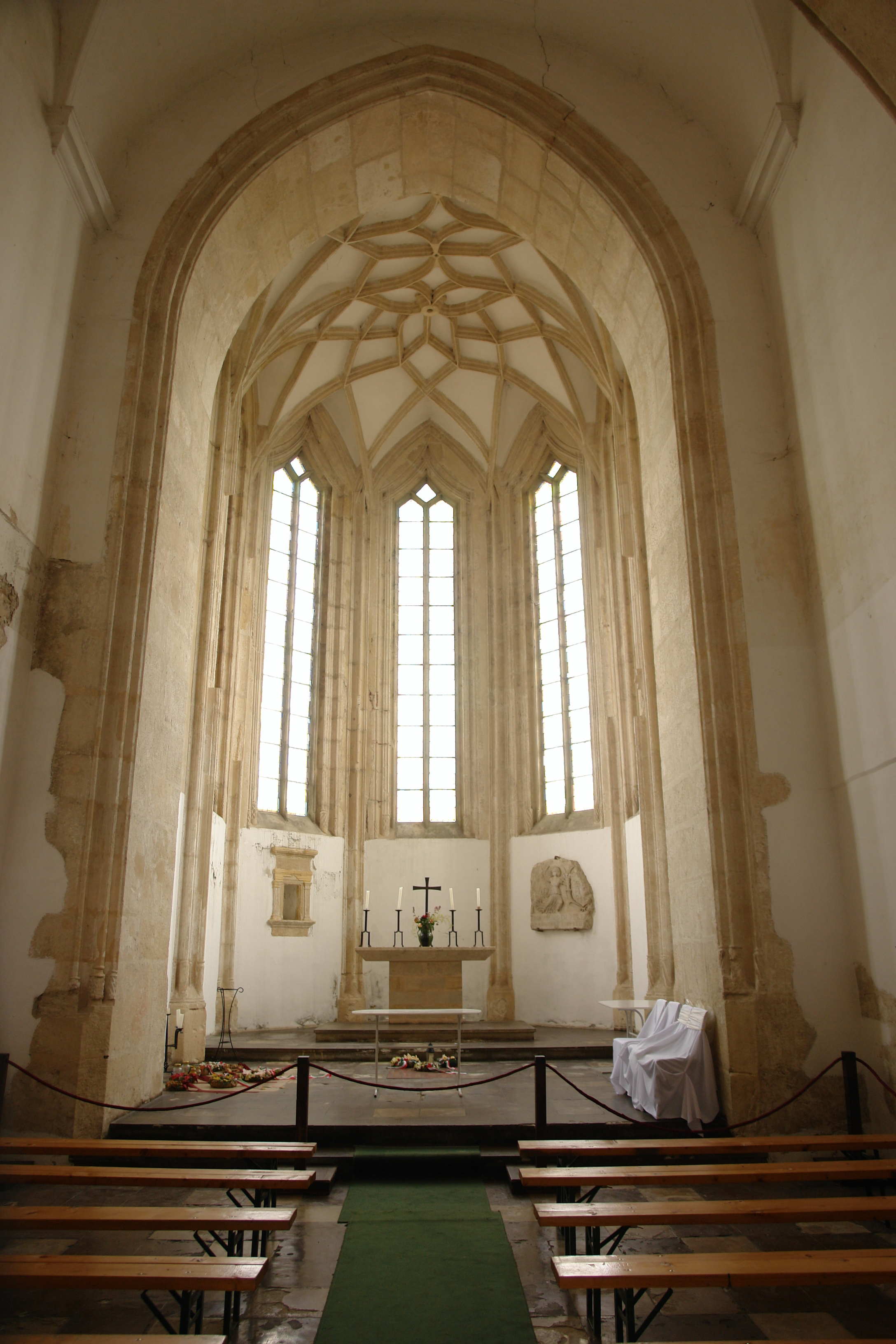
A várkápolna

## Külső hivatkozások
- A siklósi vár honlapja
- A vár vázlatos története és a várurak Archiválva 2013. október 4-i dátummal a Wayback Machine-ben – Siklós.hu
- Siklós.lap.hu – Linkgyűjtemény
- Dokumentumfilm a Siklósi várról